# Wallaby de Grey
Macropus greyi
Espèce
Statut de conservation UICN

 EX  : Éteint
Le Wallaby de Grey (Macropus greyi) est une espèce de wallaby, aujourd'hui éteinte, qui vivait dans le sud-est de l'Australie-Méridionale et le sud-ouest de l'État de Victoria, en Australie. Il était relativement commun jusque vers 1910, mais très rare dès 1923 du fait de la chasse intensive à laquelle il fut soumis, notamment pour sa fourrure, de l'introduction du renard dans son habitat naturel et de la destruction de ce dernier par l'homme. Le dernier individu attesté meurt en captivité en 1939.

## Anatomie

### Poids et mensurations des individus adultes
Le Macropus greyi mâle avait une longueur de la tête au corps de 80-81 cm. Sa queue mesurait 71-72 cm et il pesait environ 8 kg. En revanche, la longueur de la tête au corps de la femelle était de 84 cm. Comme les mâles, la queue de la femelle mesurait 71 cm et la femelle pesait environ 8 kg,

### Variations de pelage
Le Macropus greyi avait un pelage de couleur gris fauve avec des parties déclives blanc grisâtre en dessous. Ses oreilles étaient noires et blanches. Il avait une raie faciale blanche ou noire avec plusieurs rayures grises sur la croupe. Il avait également une crête de poils clairs sur la queue. Il n'y avait pas de dimorphisme sexuel.

## Répartition et Habitat

### Climats, reliefs et types de végétation préférentielle
Le Macropus greyi affectionnait un climat tempéré et humide voire marécageux et préférait un relief plat et ondulé dont la végétation était caractérisée par des bois peu denses d'eucalyptus, des prairies ou pâturages entre les landes et hautes prairies, Le Macropus greyi a utilisé des peuplements de chênes caudaux comme abri.

## Extinction
La cause de leur extinction était le drainage et défrichage presque complet de leur habitat. Les terres sur lesquelles ils vivaient étaient humides donc exploitées pour l'agriculture. Dans les années 1930, on a tenté la capture en masse de Wallaby de Grey pour qu’ils se reproduisent en captivité mais cela s’est révélé désastreux car la majorité d’entre eux sont morts pendant la capture.